# Resurrection (álbum de Halford)
Resurrection é primeiro álbum da banda britânica Halford lançado em Agosto de 2000. Em 2006, Resurrection foi remasterizado com mais faixas (reorganizadas) e colocado no iTunes, e em 2009 teve o lançamento em CD. O álbum contém a canção "The One You Love to Hate," um dueto de Rob Halford com Bruce Dickinson, o vocalista de Iron Maiden.

## Recepção critica
| Críticas profissionais | Críticas profissionais |
| Avaliações da crítica  | Avaliações da crítica  |
| Fonte                  | Avaliação              |
| ---------------------- | ---------------------- |
| AllMusic               | [ 1 ]                  |
| PopMatters             | (favorável)            |
| Rock Hard              | 9/10                   |

Bret Adams do AllMusic deu uma avaliação muito positiva ao álbum, atribuindo 4.5 estrelas em 5, chamando a Resurrection um "regresso triunfante à boa forma" e um "tremendo álbum de puro heavy metal". Wilson Neate fez uma análise favorável ao álbum e diz que "Resurrection confirma que quando o metal é bem feito pode-se tornar intemporal" e que o "título deste CD diz tudo. O Deus do Metal está de volta fazendo do metal ridícula sublimemente melhor."
Em Setembro de 2003, Resurrection ficou colocado em #54 na lista dos "100 Melhores Álbuns de Heavy Metal" pela revista online Metal-Rules.com, e em 2005, na posição #320 no livro Os 500 Melhoes Álbuns de Rock & Metal de Sempre da revista Rock Hard.

## Lista de faixas
| N.º | Título                                           | Compositor(es)                                   | Duração |  |
| 1.  | "Resurrection"                                   | Rob Halford, Patrick Lachman, Roy Z, John Baxter | 3:58    |  |
| 2.  | "Made in Hell"                                   | Halford, Z, Baxter                               | 4:12    |  |
| 3.  | "Locked and Loaded"                              | Halford, Lachman, Z                              | 3:18    |  |
| 4.  | "Night Fall"                                     | Halford, Lachman, Mike Chlasciak                 | 3:41    |  |
| 5.  | "Silent Screams"                                 | Halford, Bob Marlette                            | 7:06    |  |
| 6.  | "The One You Love to Hate" (com Bruce Dickinson) | Halford, Z, Bruce Dickinson                      | 3:11    |  |
| 7.  | "Cyberworld"                                     | Halford, Z, Chlasciak                            | 3:08    |  |
| 8.  | "Slow Down"                                      | Halford, Z, Marlette                             | 4:51    |  |
| 9.  | "Twist"                                          | Bob Halligan, Jr                                 | 4:08    |  |
| 10. | "Temptation"                                     | Halford, Lachman, Z, Chlasciak                   | 3:32    |  |
| 11. | "Drive"                                          | Halford, Z, Marlette                             | 4:30    |  |
| 12. | "Saviour"                                        | Halford, Lachman, Z                              | 2:57    |  |

| Faixas bónus da edição japonesa |                        |                             |         |  |
| N.º                             | Título                 | Compositor(es)              | Duração |  |
| 13.                             | "Sad Wings"            | Halford, Lachman, Chlasciak | 3:38    |  |
| 14.                             | "Hell's Last Survivor" | Halford, Chlasciak          | 3:24    |  |

### Lista de faixas da edição de 2006
| Lista de faixas |                            |                                     |         |  |
| N.º             | Título                     | Compositor(es)                      | Duração |  |
| 1.              | "Resurrection"             | Halford, Lachman, Z, Baxter         | 3:58    |  |
| 2.              | "Made in Hell"             | Halford, Z, Baxter                  | 4:12    |  |
| 3.              | "Locked and Loaded"        | Halford, Lachman, Z                 | 3:19    |  |
| 4.              | "Night Fall"               | Halford, Lachman, Chlasciak         | 3:42    |  |
| 5.              | "Silent Screams"           | Halford, Marlette                   | 7:06    |  |
| 6.              | "The One You Love to Hate" | Halford, Z, Dickinson               | 3:11    |  |
| 7.              | "Cyber World"              | Halford, Z, Chlasciak               | 3:10    |  |
| 8.              | "Slow Down"                | Halford, Z, Marlette                | 4:52    |  |
| 9.              | "Hell's Last Survivor"     | Halford, Chlasciak                  | 3:24    |  |
| 10.             | "Temptation"               | Halford, Lachman, Z, Chlasciak      | 3:32    |  |
| 11.             | "God Bringer of Death"     | Halford, Lachman, Chlasciak         | 2:45    |  |
| 12.             | "Fetish"                   | Halford, Lachman, Chlasciak, Baxter | 3:12    |  |
| 13.             | "Sad Wings"                | Halford, Lachman, Chlasciak         | 3:38    |  |
| 14.             | "Twist"                    | Halligan                            | 4:10    |  |
| 15.             | "Drive"                    | Halford, Z, Marlette                | 4:31    |  |
| 16.             | "Savior"                   | Halford, Lachman, Z                 | 2:57    |  |

## Pessoal
| Halford - Rob Halford – voz - Patrick Lachman – guitarra - Mike Chlasciak – guitarra - Ray Riendeau – baixo - Bobby Jarzombek – bateria Músicos adicionais - Roy Z – guitarra - Bruce Dickinson – voz adicional em "The One You Love to Hate" - Pete Parada – bateria em "The One You Love to Hate" - Ed Roth – Teclado em "Twist" e "Silent Screams" | Produção - Produzido por Roy Z - Produtor executivo/A&R – John Baxter - Bateria gravada por Billy Bowers, com assistência de Mike Terry - Guitarras, baixo e outros instrumentos gravados por Joe Floyd e Roy Z, com edição digital de Richard "The Guru" Carrette - Vozes gravadas por Bill Cooper e Attie Bauw - Misturado por Attie Bauw e Charlie Baurfeind - Masterizado por Tom Baker (edição de 2006) - Fotografia por John Eder e Fin Costello - Arte e design por Marc Sasso (CD de 2009) |

## Tabelas
| Tabela (2000)    | Posição |
| ---------------- | ------- |
| Heatseekers      | 5       |
| US Billboard 200 | 140     |